# Drumul european E54
Drumul european E54 este un drum care leagă Parisul (Franța) de München (Germania), trecând prin Troyes și Mulhouse (Franța).

## Traseu
| Franța   |                                        |               |                              |
|          | Traseu                                 |               | Intersecții Drumuri Europene |
| A4       | Paris - Saint-Maurice                  | Paris         | E05 E15 E19 E50              |
| A86      | Saint-Maurice - Créteil                |               |                              |
| RN406    | Créteil - Bonneuil-sur-Marne           |               |                              |
| RN19     | Bonneuil-sur-Marne - Brie-Comte-Robert |               |                              |
| A105     | Brie-Comte-Robert - Melun              |               |                              |
| A5       | Melun - Marac                          | Sens          | E511                         |
| A5       | Melun - Marac                          | Troyes        | E17 E511                     |
| A31      | Marac - Langres                        | Langres       | E17 E21                      |
| RN19     | Langres - Belfort                      | Vesoul        | E23                          |
| A36      | Belfort - Ottmarsheim                  | Belfort       | E27 E60                      |
| A36      | Belfort - Ottmarsheim                  | Mulhouse      | E25 E60 E512                 |
| Germania |                                        |               |                              |
| BAB 5    | Neuenburg am Rhein - Weil am Rhein     |               |                              |
| BAB 98   | Weil am Rhein - Rheinfelden            | Weil am Rhein | E35                          |
| BAB 861  | Rheinfelden                            |               |                              |
| B34      | Rheinfelden - Bad Säckingen            |               |                              |
| BAB 98   | Bad Säckingen - Laufenburg             |               |                              |
| B34      | Laufenburg - Waldshut-Tiengen          |               |                              |
| BAB 98   | Waldshut-Tiengen - Lauchringen         |               |                              |
| B34      | Lauchringen - Klettgau                 |               |                              |
| Elveția  |                                        |               |                              |
| H14      | Trasadingen - Neuhausen am Rheinfall   |               |                              |
| H4       | Neuhausen am Rheinfall - Schaffhausen  |               |                              |
| A4       | Schaffhausen                           | Schaffhausen  | E41                          |
| H15      | Schaffhausen - Thayngen                |               |                              |
| Germania |                                        |               |                              |
| BAB 81   | Gottmadingen - Singen                  | Singen        | E41                          |
| BAB 98   | Singen - Stockach                      |               |                              |
| B31n     | Stockach - Überlingen                  |               |                              |
| B31      | Überlingen - Weißensberg               |               |                              |
| BAB 96   | Weißensberg - München                  | Weißensberg   | E43                          |
| BAB 96   | Weißensberg - München                  | Memmingen     | E43                          |
| BAB 96   | Weißensberg - München                  | München       | E45 E52 E53 E533 E552        |